# Groupe d'armées A

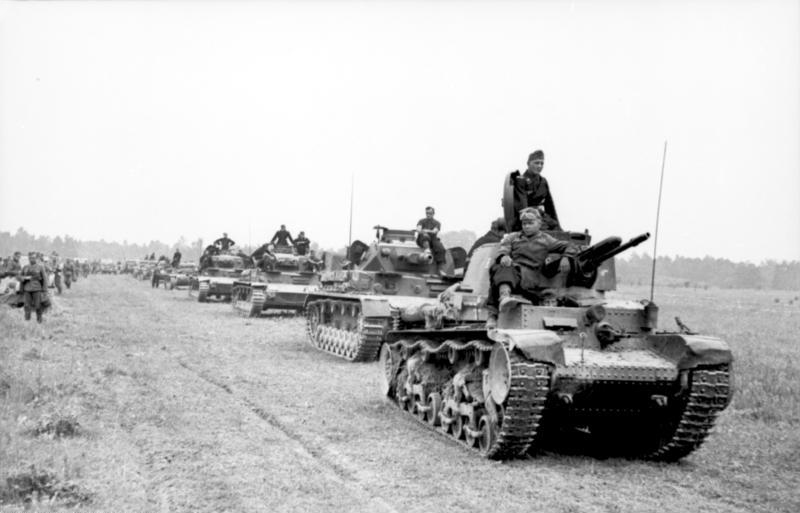
Char de la 6e Panzer-division pendant la Bataille de France

Groupe d'armées A (allemand : die Heeresgruppe A) est le nom donné à trois reprises à des groupes d'armées allemandes de la Wehrmacht durant la Seconde Guerre mondiale, sans lien direct entre ces trois groupes d'armées.
Le premier est formé au centre du front de l'Ouest en octobre 1939 et constitue le centre de gravité initial de l'offensive allemande à l'ouest en mai 1940, il devient l'Oberbefehlshaber West à l'automne.
Pendant la campagne allemande d'été 1942 en URSS, un nouveau groupe d'armées A est créé en juillet 1942 à partir de la scission du groupe d'armées Sud, afin de mener l'offensive vers le Caucase qui se termine finalement par un repli début 1943 ; il est renommé groupe d'armées Sud Ukraine au printemps 1944.
À l'automne 1944, le groupe d'armées Nord Ukraine est rebaptisé groupe d'armées A, combattant dans le Sud de la Pologne, en janvier 1945 il devient le nouveau groupe d'armées centre.

## Le front de l'Ouest, 1939-1940
Le 26 octobre 1939, après la campagne de Pologne et à partir de l'état-major du groupe d'armées Sud y ayant participé, le groupe d'armées A est formé dans le massif de l'Eifel sous le commandement de Gerd von Rundstedt, entre les groupes d'armées B (au nord) et C (au sud, face à la ligne Maginot).
Le groupe d'armées A reçoit un rôle secondaire dans le premier plan d'offensive à l'ouest (plan Jaune) : avec deux armées (12e et 16e), il doit attaquer le Luxembourg et le sud de l'Ardenne (Belgique) en direction de la Meuse pour protéger le flanc sud de l'offensive principale menée par le groupe d'armées B. Le chef d'état-major du groupe d'armées A, Erich von Manstein, critique sévèrement le plan d'opération et adresse ses propres proposition à l'Oberkommando des Heeres, aidé et approuvé par son supérieur Rundstedt, ainsi que Günther Blumentritt (chef de la section logistique) et Henning von Tresckow (chef du bureau des opérations). Ils proposent notamment que l'offensive principale soit effectuée par leur groupe d'armées, à travers l'Ardenne. Durant les mois qui suivent, parallèlement à leurs propositions, le groupe d'armées A voit sa mission s'élargir (constitution d'un second centre de gravité, à Sedan) et il est renforcé en conséquence, notamment troupes blindées.
Finalement, fin février 1940 le plan final est adopté : le groupe d'armées A doit mener l'offensive principale à travers l'Ardenne, attaquant sur un front large de Liège exclus jusqu'au sud du Luxembourg, percer le front français sur la Meuse avec Sedan pour centre de gravité, devant poursuivre en direction de la basse Somme pour prendre à revers les armées alliées en Belgique et dans le nord de la France en se gardant d'une contre-offensive sur son flanc sud. Elle dispose pour cela de quatre armées : avançant derrière un front blindé formé par la Panzergruppe von Kleist, la 12e armée doit percer jusqu'à la basse Somme en s'établissant au fur et à mesure défensivement face au sud passé la Meuse, la 16e armée, en liaison avec le groupe d'armées C à sa gauche, doit assurer la défense du flanc sud jusqu'à Sedan. Entre ces deux armées, la 2e armée, en réserve au début de l'offensive, doit s'insérer dans l'espace qui s'ouvrira entre elles lorsque la 12e armée progressera vers la Manche. Au nord de la 12e armée avance la 4e armée, devancée par des forces blindées également, elle doit franchir la Meuse et poursuivre vers l'ouest. Les trois armées en première ligne (4e, 12e et 16e) totalisent 45 divisions dont sept blindées et trois d'infanterie motorisée.
Ce plan prévoit d'envoyer en Ardenne les divisions blindées en avant de celles d'infanterie, et de leur faire tenter de passer la Meuse dans la foulée, sans monter une attaque méthodique ni attendre les divisions d'infanterie ; ce à quoi Rundstedt et le remplaçant de Manstein depuis février 1940, Georg von Sodenstern, ainsi que Blumentritt s'opposent, mais l'Oberkommando des Heeres maintient ces aspects du plan,. L'attribution d'itinéraires à une telle masse de véhicules et d'infanterie pose également des problèmes et génère des dissensions entre les divers commandants au sein du groupe d'armée ; les divisions d'infanterie progresseront parallèlement à celles blindées, chacune ayant leurs propres itinéraires, générant néanmoins un échelonnement en profondeur qui ne satisfait pas les chefs des unités blindées.

### Organigramme le 10 mai 1940
Grandes unités :
- 4. Armee (Generaloberst Kluge)
  - V. Armeekorps (General der Infanterie Ruoff)
    - 251. Infanterie-Division (Generalleutnant Hans Kratzert (de))

  - VIII. Armeekorps (General der Artillerie Heitz)
    - 8. Infanterie-Division (Generalleutnant Koch-Erpach)
    - 28. Infanterie-Division (Generalleutnant Obstfelder)

  - XV. Armeekorps (mot.) (General der Infanterie Hoth)
    - 5. Panzer-Division (Generalleutnant Hartlieb)
    - 7. Panzer-Division (Generalmajor Rommel), avant l'offensive temporairement sous l'autorité du II. Armee-Korps en attendant la sortie de la zone frontière lors de l'offensive[10].

  - II. Armeekorps (General der Infanterie Strauß)
    - 62. Infanterie-Division (Generalmajor Walter Keiner (en)), avant l'offensive temporairement sous l'autorité du XV. Armee-Korps (mot.) en attendant la sortie de la zone frontière lors de l'offensive[10].
    - 32. Infanterie-Division (Generalleutnant Böhme)
    - 12. Infanterie-Division (Generalmajor Seydlitz-Kurzbach) (en réserve)

  - Réserve d'armée
    - 211. Infanterie-Division (Generalmajor Renner)
    - 87. Infanterie-Division (Generalmajor Studnitz)
    - 263. Infanterie-Division (Generalmajor Karl)

  - Réserve de groupe d'armée
    - 4. Infanterie-Division (Generalleutnant Hansen)
    - 267. Infanterie-Division (Generalleutnant Fessmann)

- 12. Armee (Generaloberst List)
  - III. Armeekorps (General der Artillerie Haase)
    - 3. Infanterie-Division (Generalleutnant Lichel)
    - 23. Infanterie-Division (Generalleutnant Brockdorff-Ahlefeldt)

  - VI. Armeekorps (General der Pioniere Förster)
    - 24. Infanterie-Division (Generalmajor Obernitz)
    - 16. Infanterie-Division (Generalmajor Krampf)

  - XVIII. Armeekorps (General der Infanterie Beyer)
    - 1.Geb.Div. (Generalleutnant Kübler)
    - 5. Infanterie-Division (Generalleutnant Fahrmbacher)
    - 21. Infanterie-Division (Generalmajor Sponheimer)
    - 25. Infanterie-Division (Generalleutnant Cloessner) (en réserve)

- 16. Armee (General der Infanterie Busch)
  - VII. Armeekorps (General der Artillerie Ritter von Schobert)
    - 36. Infanterie-Division (Generalleutnant Lindemann)
    - 68. Infanterie-Division (Generalmajor Braun)

  - XIII. Armeekorps (General der Artillerie Vietinghoff)
    - 17. Infanterie-Division (Generalleutnant Loch)

  - XXIII. Armeekorps (General der Artillerie Schubert)
    - 34. Infanterie-Division (Generalleutnant Behlendorff)
    - 76. Infanterie-Division (Generalmajor Angelis)
    - 58. Infanterie-Division (Generalmajor Heunert)

  - Réserve d'armée
    - 197. Infanterie-Division (Generalmajor Meyer-Rabingen)
    - 15. Infanterie-Division (Generalleutnant Chappuis)
    - 71. Infanterie-Division (Generalleutnant Weisenberger)
    - 73. Infanterie-Division (Generalleutnant Bieler)
    - 26. Infanterie-Division (Generalleutnant Förster)
    - 52. Infanterie-Division (Generalleutnant Arnim)

  - Réserve de groupe d'armée
    - 6. Infanterie-Division (Generalleutnant Biegeleben)
    - 33. Infanterie-Division (Generalmajor Sintzenich)

- Panzergruppe von Kleist (General der Kavallerie Kleist)[11]
  - XIV. Armeekorps (mot.) (General der Infanterie Wietersheim)
    - 13. Infanterie-Division (mot.) (Generalmajor Rothkirch und Panthen)
    - 29. Infanterie-Division (mot.) (Generalmajor Langermann und Erlencamp)

  - XIX. Armeekorps (mot.) (General der Panzertruppen Guderian)
    - 1. Panzer-Division (Generalleutnant Kirchner)
    - 2. Panzer-Division (Generalleutnant Veiel)
    - 10. Panzer-Division (Generalleutnant Schaal)
      - Infanterie-Regiment Grossdeutschland (Oberstleutnant Schwerin)

  - XXXXI. Armeekorps (mot.) (Generalleutnant Reinhardt)
    - 6. Panzer-Division (Generalmajor Kempf)
    - 8. Panzer-Division (Generalleutnant Kuntzen)
    - 2. Infanterie-Division (mot.) (Generalleutnant Bader) (en réserve)

  - I. Flak-Korps (Generaloberst Weise)
  - Réserve de groupe d'armées
    - 9. Infanterie-Division (Generalleutnant Apell)
    - 27. Infanterie-Division (Generalleutnant Bergmann)

Unités organiques :
- Heeresgruppennachrichten-Regiment 570[1]

## Le front de l'est, 1942
En 1942, le groupe d'armées Sud en Russie (front de l'est) était composé du groupe d'armées A et du groupe d'armées B pour l’offensive d’été, formées à partir de la scission du groupe d'armées Sud le 9 juillet 1942. Le groupe d'armées A fut dirigé vers le sud pour s’emparer des champs pétrolifères du Caucase.
Initialement formé de la 1.Panzer-Armee et de la 17.Armee, le groupe d'armée reçut la 4.Panzer-Armee le 13 juillet.

## Le front de l'est, 1945
Le 25 janvier 1945, Hitler rebaptisa les trois groupes d'armées. Le groupe d'armées Nord devint le groupe d'armées Courlande; le groupe d'armées Centre devint le groupe d'armées nord et le groupe d'armées A devint le groupe d'armées Centre.

## Commandement suprême
| Date                                  | Commandant |
| ------------------------------------- | --- |
| 26 octobre 1939 au 22 juin 1941       | Generalfeldmarschall Gerd von Rundstedt |
| 10 juillet 1942 au 9 septembre 1942   | Generalfeldmarschall Wilhelm List |
| 10 septembre 1942 au 22 novembre 1942 | Après la place vacante en 1942 à la suite du départ de List, le groupe d'armées A, avant la nomination de von Kleist, était directement subordonné à l'OKH. |
| 23 novembre 1942 au 30 mars 1944      | Generalfeldmarschall Ewald von Kleist |
| 24 septembre 1944 au 17 janvier 1945  | Generaloberst Josef Harpe |
| 17 janvier 1945 au 25 janvier 1945    | Generaloberst Ferdinand Schörner |

## Chefs d'État Major
| Date                              | Commandant                           |
| --------------------------------- | ------------------------------------ |
| 26 octobre 1939 au 6 février 1940 | Generalleutnant Erich von Manstein   |
| 6 février 1940 au 22 juin 1941    | Generalleutnant Georg von Sodenstern |

## Organisation
Unités faisant partie du groupe d'armées
| Date      | Armées                                                                              |
| --------- | ----------------------------------------------------------------------------------- |
| 1939      |                                                                                     |
| Novembre  | 16e Armée, 12e Armée                                                                |
| 1940      |                                                                                     |
| Mai       | 16e Armée, 12e Armée, 4e Armée, 2e Armée                                            |
| Juin      | 16e Armée, 12e Armée, 2e Armée, Panzergruppe Guderian                               |
| Juillet   | 6e Armée, 16e Armée, 9e Armée                                                       |
| Août      | 9e Armée, 16e Armée                                                                 |
| Septembre | 9e Armée, 16e Armée, Kommandeur der deutschen Truppen d'Hollande                    |
| Novembre  | 9e Armée, 16e Armée                                                                 |
| 1941      |                                                                                     |
| Mai       | 6e Armée, 17e Armée                                                                 |
| 1942      |                                                                                     |
| Août      | 1re Panzer Armee, Armeegruppe Ruoff,, 11e Armée                                     |
| Septembre | 1re Panzer Armee, Armeegruppe Ruoff,, Befehlshaber der Krim                         |
| 1943      |                                                                                     |
| Janvier   | 1re Panzer Armee, 17e Armée, Befehlshaber der Krim                                  |
| Février   | 17e Armée, Befehlshaber der Krim                                                    |
| Mars      | 17e Armée, Befehlshaber der Krim, Befehlshaber der Straße Kertsch                   |
| Octobre   | 6e Armée, 17e Armée                                                                 |
| 1944      |                                                                                     |
| Janvier   | 3. rumänische Armee, 17e Armée, Befehlshaber der deutschen Truppen de Transnistrien |
| Mars      | 6e Armée, 3. rumänische Armee, 17e Armée                                            |
| Octobre   | 4e Panzer Armee, 17e Armée, Heeresgruppe Heinrici                                   |
| Novembre  | 4e Panzer Armee, 17e Armée, 1re Panzer Armee                                        |
| Décembre  | 9e Armée, 4e Panzer Armee, 17e Armée, 1re Panzer Armee                              |
| 1945      |                                                                                     |
| Janvier   | 9e Armée, 4e Panzer Armee, 17e Armée, Armeegruppe Heinrici                          |